# Aeroporto de Barretos
O Aeroporto Estadual de Barretos - Chafei Amsei (IATA: BAT, ICAO: SNBA) é um aeroporto brasileiro localizado no município de Barretos, no interior do estado de São Paulo.
Foi inaugurado em 1938, durante o governo de Getúlio Vargas, com o objetivo principal de facilitar o acesso à cidade para políticos e empresários provenientes de outras regiões do país. Seu primeiro pouso registrado foi de um monomotor da empresa Varig. 
Entre 1981 e 2012, sua gestão ficou sob responsabilidade do Departamento Aeroviário do Estado de São Paulo (DAESP), sendo municipalizada em 2013, após reivindicação da prefeitura da cidade.
A municipalização do aeroporto terminou em 2019, e sua gestão foi transferida de volta ao estado de São Paulo. Em outubro do mesmo ano, passou a operar voos regulares com aeronaves de pequeno porte com destino ao Aeroporto de Congonhas, sendo realizados pela Gol Linhas Aéreas, em parceria com a TwoFlex.
Em abril de 2022, a concessão do aeroporto, juntamente com a de outros 11 aeroportos do estado, passou a ser administrada pela concessionária Aeroportos Paulistas (ASP). As primeiras melhorias pela empresa foram realizadas ao longo de 2024 e incluíram a revitalização das sinalizações, instalação de sistemas de segurança, e modernização da infraestrutura geral.

## Aeroporto Municipal de Barretos / Chafei Amsei
SBBT/BAT

### Características
Indicação ICAO: SNBA - Horário de funcionamento: H24O/R 

Latitude: 20º 35’ 08’’ S - Longitude: 048º 35’ 45’’ W 

Código de pista: 3 - Tipo de operação: VFR  noturno

Altitude: 579 m / 1.898 ft - Área Patrimonial (ha): 106,98

Temp. média: 30,6 °C - Categoria contra incêndio disponível: 0

Distância da capital (km) - Aérea: 392 - Rodoviária: 427

Distância até o centro da cidade: 4 km

Endereço: Avenida Pedro Vicentini, s/nº -  CEP: 14785-100 
 
Fone: (17) 3322-2471 - Fax: (17) 3322-2471

### Movimento
Dimensões (m): 1.800 x 30

Designação da cabeceira: 8 - 26 - Cabeceira predominante: 8

Declividade máxima: 0,7% - Declividade efetiva: 0,59%

Tipo de piso: asfalto - Resistência do piso (PCN): 32/F/A/X/T

### Pista
Ligação do pátio à pista de pouso PRA (m): 160 x 20

Tipo de piso: asfalto

Distância da cabeceira mais próxima (m): 800

### Pátio
Dimensões (m): 180 x 105 - Capacidade de aviões: 20 EMB-145

Dist. da borda ao eixo da pista (m): 190

Tipo de piso: asfalto/concreto

### Auxílios operacionais
Sinal de eixo de pista - Biruta - Luzes de pista - NDB: 360

Sinais de cabeceira de pista - Sinais Indicadores de Pista

Sinais de guia de Táxi - Luzes de táxi - Luzes de cabeceira

Luzes de obstáculos - Iluminação de Pátio - Farol Rotativo

Frequência do rádio: 130,20 (MHz) - Circuito de Tráfego Aéreo: Padrão

### Abastecimento
Master Avgas

### Instalações
Terminal de passageiros (m²): 390

Estacionamento de veículos - nº de vagas: 80 - Tipo de piso: asfalto

### Serviços
Hangares: 8 - Cabine de Força (KF) - KC/KT

Telefone público - Sinalização vertical no TPS - Veículos de emergência - Serviço de taxi